# 圭多·富比尼
圭多·富比尼（義大利語：Guido Fubini，1879年1月19日－1943年6月6日）是意大利数学家，最著名是他的富比尼定理。
富比尼生于威尼斯。早年即因他的老师们和他作数学老师的父亲影响而醉心数学。1896年他进了比薩高等師範學校，跟随著名数学家乌利塞·迪尼和路易吉·比安基学习。他早时已经有点名声，他1900年发表的博士论文《椭圆空间中的克利福德平行》，在比安基广泛流传的微分几何著作中作了讨论。
他获得博士后，开始担任一连串的教授职位。1901年他在西西里的卡塔尼亚大学开始教学，不久后转到热那亚大学；1908年转到都灵的都靈理工大學，接着在都灵大学。他留在这里数十年。
他这时的研究主要在数学分析，特别是微分方程、泛函分析和复分析；但他也研究了变分学、群论、非欧几里得几何和射影几何等学科。第一次世界大战开始，他转为从事应用层面的工作，研究发射炮弹的准确度；战后他的研究依然朝向应用，工作成果应用到电路和声学问题。
1939年，富比尼年已六旬，将近退休时，贝尼托·墨索里尼的法西斯党采取阿道夫·希特勒的纳粹党鼓吹了数年的反犹太政策。身为犹太人，富比尼担心家庭的安全，所以应邀到普林斯顿大学任教；4年后于纽约市逝世。